# Sergentomyia kueichenae
Sergentomyia kueichenae är en tvåvingeart som beskrevs av Charles William Leng och He 1995. Sergentomyia kueichenae ingår i släktet Sergentomyia och familjen fjärilsmyggor.
Artens utbredningsområde är Yunnan (Kina). Inga underarter finns listade i Catalogue of Life.